# 나비잠자리
나비잠자리는 잠자리과의 한 종이다.

## 특징

### 빛깔
뒷날개 끝 부분만 빼고 전체적으로 진한 보라빛이다.